# Барксдейл, Уильям
Уильям Барксдейл (англ. William Barksdale; 21 августа 1821 — 3 июля 1863) — юрист, газетный редактор, американский конгрессмен и генерал армии Конфедерации в годы гражданской войны. Убежденный сторонник сецессии, он был смертельно ранен в сражении при Геттисберге, когда вел свою бригаду в атаку на Кладбищенский хребет.

## Ранние годы
Уильям Барксдейл родился в Смирне, Теннесси, он был сыном Уильяма Барксдейла и Нэнси Хервей Лестер Барксдейл. Он приходился старшим братом Этельберту Барксдейлу, который служил в довоенном конгресса США и затем в конгрессе КША.
Барксдейл окончил Нэшвилльский университет и с 21 года был практикующим юристом в Миссисипи, однако оставил практику, чтобы стать редактором газеты «Columbus Democrat», которая выступала за рабовладение. Позже он записался во 2-й миссисипский пехотный полк и служил во время Мексиканской войны капитаном и квартирмейстером, хотя иногда участвовал и в сражениях.
После войны он вошёл в Палату Представителей и стал известен как «States' rights Democrat» — демократ, выступающий за права штатов. В этой должности он пробыл с 4 марта 1853 по 12 января 1861 года и был одним из самых активных борцов за сецессию Юга. Барксдейл участвовал в драке в Палате представителей в 1858 году.

## Гражданская война
После сецессии Миссисипи Барксдейл ушёл из Конгресса и стал генерал-адъютантом и затем генералом-квартирмейстером миссисипского ополчения. 1 мая 1861 года он получил звание полковника армии Конфедерации и стал командовать 13-м Миссисипским полком, с которым принял участие в первом сражении при Булл-Ран, где полк числился в 6-й бригаде Потомакской армии (бригаде Эрли).
На следующий год он участвовал в кампании на Полуострове и в Семидневной битве. 29 июня 1862 года в бою у Саваж-Стейшн был смертельно ранен его командир, бригадный генерал Ричард Гриффин, в результате Барксдейл принял командование бригадой и в бою за Малверн-Хилл вел её в отчаянную, хотя и дорогостоящую и безрезультатную атаку на позиции противника. Бригада стала известна как «Миссисипская бригада Барксдейла». 12 августа 1862 года он был повышен до бригадного генерала.
Во время Северовирджинской кампании бригада Барксдейла находилась в Харперс-Ферри и не принимала участия во втором сражении при Булл-Ран. Во время Мэрилендской кампании бригада входила в состав дивизии Лафайета Мак-Лоуза (I корпус Северовирджинской армии). На тот момент она состояла из четырёх полков:
- 13-й Миссиссипсский пехотный полк: подп. Кеннон Макэлрой
- 17-й Миссиссипсский пехотный полк: подп. Джон Физер
- 18-й Миссисипский пехотный полк: май. Джеймс Кэпмпбелл
- 21-й Миссисипский пехотный полк: кап. Джон Симс

Она стала одной из бригад, которая атаковала Мэрилендские высоты в сражении за Харперс-Ферри. Через несколько дней в сражении при Энтитеме, дивизия Мак-Лоуза встретилась с федеральной дивизией Джона Седжвика и смогла остановить её и тем самым спасти левый фланг армии.
Однако, известность бригада обрела в сражении при Фредериксберге, когда ей поручили воспрепятствовать переправе федеральной армии через Раппаханок. В тот день, 11 декабря, бригада потеряла всего 20 человек, задержав федеральную армию на целые сутки.
В мае 1863 года основная часть корпуса Лонгстрита находилась в Саффолке и не принимала участия в сражении при Чанселорсвилле, однако несколько бригад присутствовали на поле боя — в их числе миссисипцы Барксдейла. Здесь они обороняли высоты Мари против своего старого знакомого, генерала Седжвика, который командовал всем VI корпусом федеральной армии. Седжвику удалось взять высоты Мари, однако бригада Барксдейла отошла в порядке и чуть позже заняла высоты обратно.

### Геттисберг

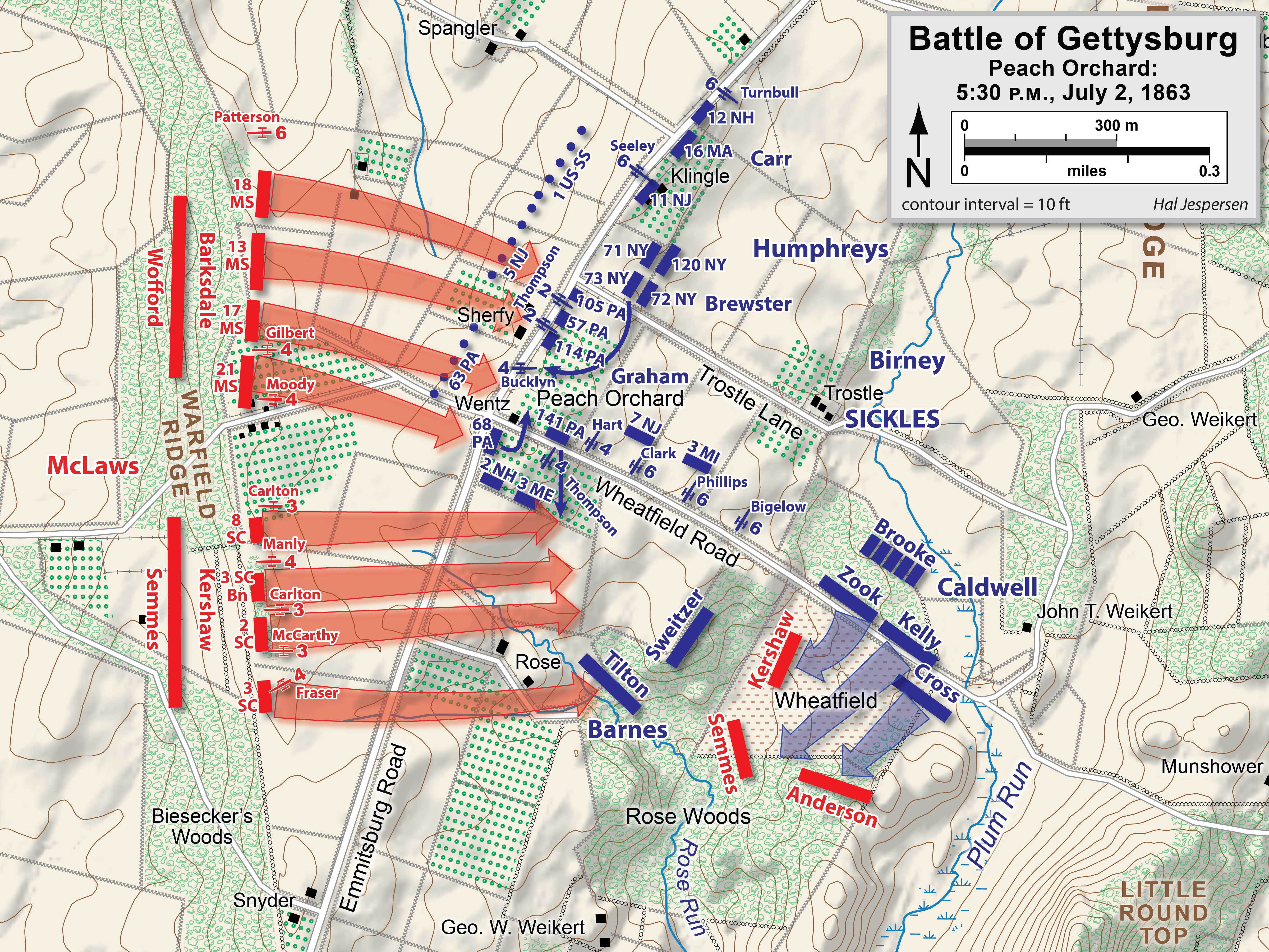
Наступление бригады Барксдейла на персиковый сад.

В июле 1863 года бригада Барксдейла приняла участие в сражении при Геттисберге. Дивизия Мак-Лоуза прибыла на поле боя только на второй день сражения. План генерала Ли предусматривал атаку левого фланга противника силами всего корпуса Лонгстрита.
Бригаде Барксдейла выпало участвовать в сражении за Персиковый сад, который удерживали части III корпуса Потомакской армии (В основном — пенсильванская бригада Чарльза Грэма). Бригада Барксдейла на тот момент имела следующий вид:
- 13-й Миссисипский пехотный полк: полковник Джеймс Картер, подполковник Кеннон Макэлрой, майор Джон Брендли.
- 17-й Миссисипский пехотный полк: полковник Уильям Холдер, подполковник Джон Файзер, майор Эндрю Пиллайм.
- 18-й Миссисипский пехотный полк: полковник Томас Гриффин, подполковник Уильям Льюи, майор Джордж Джеральд.
- 21-й Миссисипский пехотный полк: полковник Бенжамин Хемфрис

Около 17:30 бригада выступила из леса и пошла в атаку, которую очевидцы называли самым захватывающим зрелищем за всю гражданскую войну. Один федеральный офицер позже сказал: «Это была самая великолепная атака из всех, известных человечеству». Барксдейл приказал своим офицером наступать пешком, но сам повел людей в бой верхом.
Южане опрокинули бригаду Грэма, которая обороняла Персиковый сад, ранили и захватили в плен самого Грэма, после чего часть полков развернулась к северу и атаковала дивизию генерала Эндрю Хэмфриса. Однако, часть полков наступала прямо и прошла почти милю до ручья Плам-Ран, где их контратаковала бригада полковника Джорджа Уилларда. Барксдейл был ранен в левое колено, затем ядро попало ему в ногу и, наконец, пуля попала в грудь, сбросив его с лошади. Он сказал поручику Бойду: «Я убит! Предай моей жене и детям, что я умер, сражаясь, на своем посту!» Барксдейла не смогли вынести с поля боя, так что северяне доставили его в полевой госпиталь на ферму Хаммельбау, где он и умер на следующий день.
Он был похоронен на кладбище Гринвуд, в Джексоне, Миссисипи.

## В кино
В фильмах «Геттисберг» и «Боги и генералы» роль Барксдейла сыграл Лестер Кинсолвинг, прямой потомок генерала Барксдейла.